# Crocidura tansaniana
Crocidura tansaniana es una especie de musaraña de la familia Soricidae.

## Distribución geográfica
Es endémica de Tanzania.